# Saint-Médard-la-Rochette
Saint-Médard-la-Rochette is een gemeente in het Franse departement Creuse (regio Nouvelle-Aquitaine) en telt 588 inwoners (2004). De plaats maakt deel uit van het arrondissement Aubusson.

## Geografie
De oppervlakte van Saint-Médard-la-Rochette bedraagt 39,1 km², de bevolkingsdichtheid is 15,0 inwoners per km².

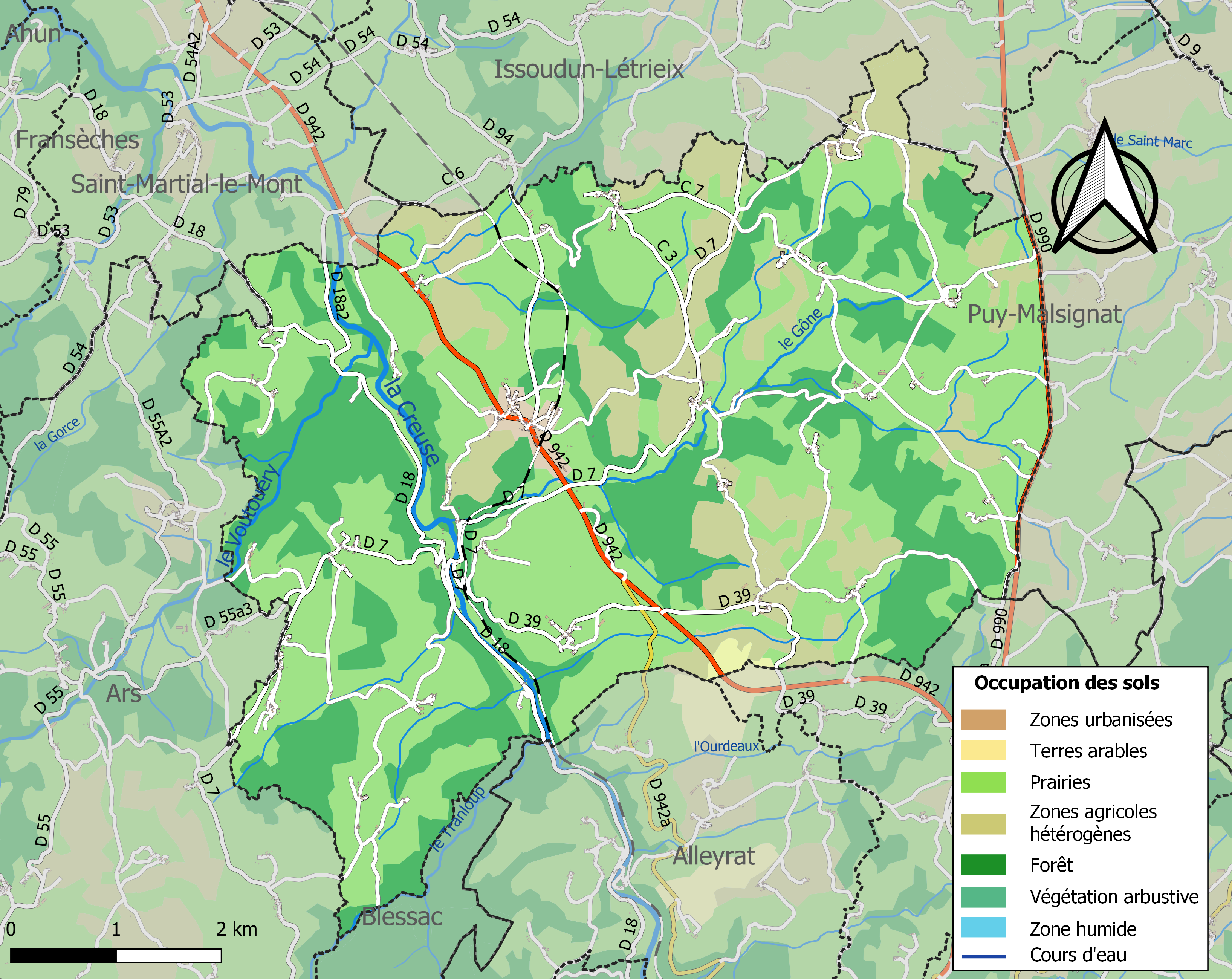
Kaart van de gemeente met de belangrijkste infrastructuur, bodemgebruik en omliggende gemeenten

## Demografie
Onderstaande figuur toont het verloop van het inwonertal (bron: INSEE-tellingen).

1. ↑  Populations de référence 2022.